# 多扎叙沃达布勒
多扎叙沃达布勒（法語：Dauzat-sur-Vodable，法語發音：[doza syʁ vɔdabl]）是法国多姆山省的一个市镇，属于伊苏瓦尔区。

## 地名
法语词“sur”意为“在……上方”，在地名中常接河名，此时地名按“XXX河畔XXX”译，但此处的“沃达布勒”（Vodable）并不是河名，而是临近的一个市镇，“Dauzat-sur-Vodable”一名意为“沃达布勒上方的多扎”。

## 地理
多扎叙沃达布勒（45°28'56"N, 3°5'56"E）面积14.99 平方千米，位于法国奥弗涅-罗讷-阿尔卑斯大区多姆山省，该省份为法国中南部省份，北起阿列省接壤，东临卢瓦尔省，南至上盧瓦爾省和康塔爾省，西接科雷兹省和克勒兹省。
与多扎叙沃达布勒接壤的市镇（或旧市镇、城区）包括：拉沙佩勒马尔库斯、沙萨涅、罗什夏尔-拉迈朗、圣埃朗、泰尔南莱索、沃达布勒。
多扎叙沃达布勒的时区为UTC+01:00、UTC+02:00（夏令时）。

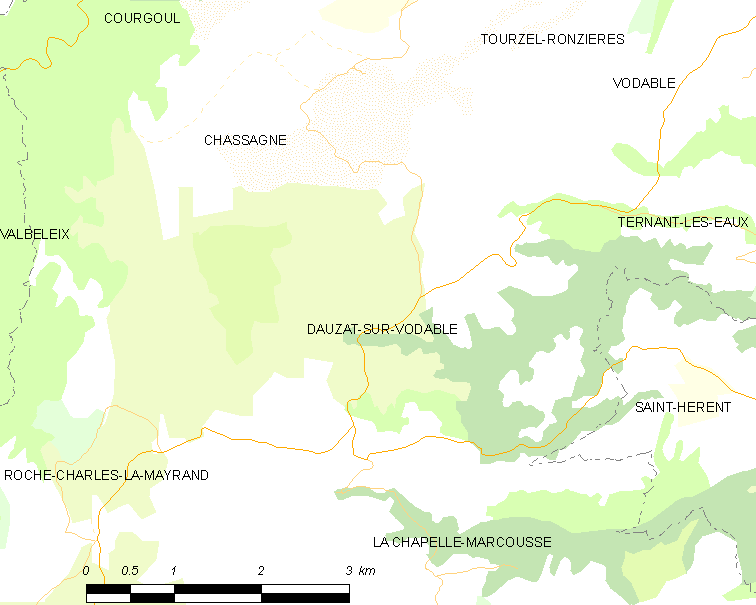
多扎叙沃达布勒的OSM定位图

## 行政
多扎叙沃达布勒的邮政编码为63340，INSEE市镇编码为63134。

## 政治
多扎叙沃达布勒所属的省级选区为布拉萨克莱米讷县。

## 人口

1962-2008年间多扎叙沃达布勒人口变化图示

多扎叙沃达布勒于2022年1月1日时的人口数量为67人。